# Xian de Shufu
Cette page contient des caractères spéciaux ou non latins. S’ils s’affichent mal (▯, ?, etc.), consultez la page d’aide Unicode.
Le xian de Shufu (chinois simplifié : 疏附县 ; ouïghour : قەشقەر كونا شەھەر ناھىيىسى / Keşker Kona Şeher Nahiyisi) est un district administratif de la région autonome du Xinjiang en Chine. Il est placé sous la juridiction de la préfecture de Kachgar.

## Démographie
La population du district était de 350 962 habitants en 1999.

## Patrimoine

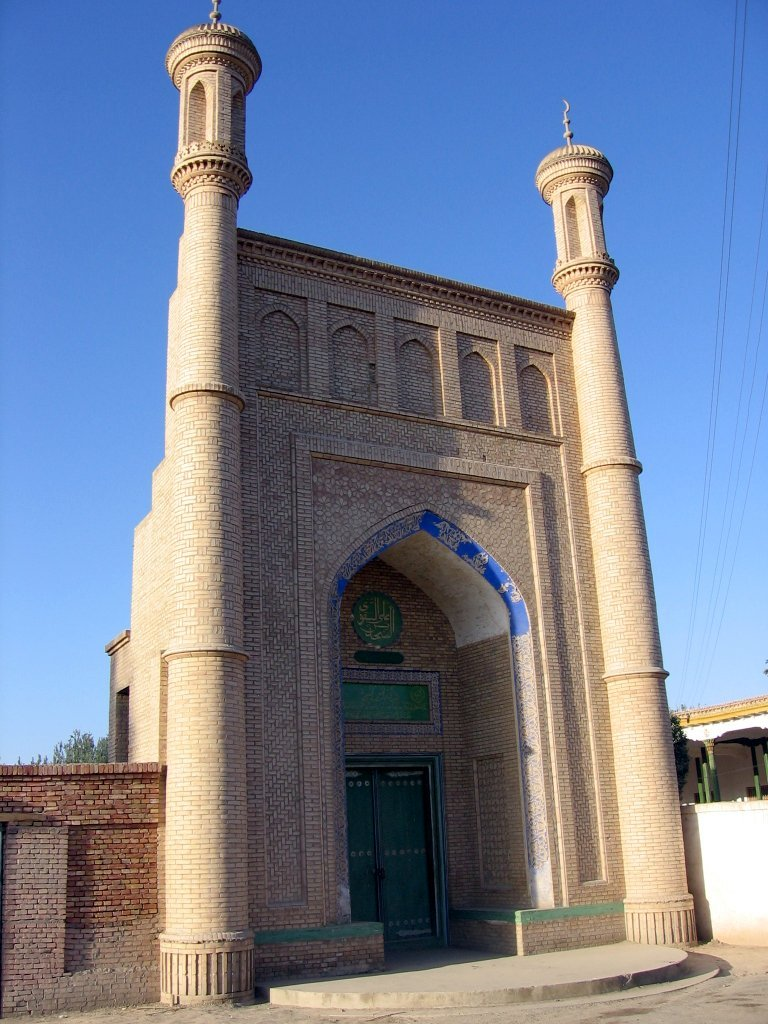
Le mausolée de Mahmud al-Kashgari

- Le mausolée de Mahmud al-Kashgari.